# Temple de Corsier-sur-Vevey
Le temple Saint-Maurice de Corsier-sur-Vevey est un lieu de culte protestant situé dans la commune de Corsier-sur-Vevey, en Suisse. La paroisse est membre de l'Église évangélique réformée du canton de Vaud.

## Histoire
La première église de Corsier-sur-Vevey date de l'époque romane. Le clocher est un exemple très significatif de l'art roman en Suisse Romande (bandes lombardes). Les voûtes gothiques tardives furent introduites au XVIIe siècle.
Le chœur de l'église est un ensemble architectural du gothique tardif avec des fresques datant de la fin du XVe siècle. Elles furent mises au jour en grattant un badigeon mis en place par les réformateurs bernois vers 1536. Lors d'une des campagnes récentes de restauration de l'édifice, l'orgue, placé au fond du chœur, fut enlevé et remplacé par un instrument de la manufacture suisse Felsberg-Orgelbau (esthétique flamande).
L'église de Corsier-sur-Vevey contient un cycle de vitraux contemporains de l'artiste Bernard Viglino de Chavornay (maître verrier : maison Chiara). Les dernières grandes restaurations de cette église datent de 1889, 1924 et 1951.
L'église reçoit souvent des récitals d'orgue et une vie religieuse active se déroule dans la Paroisse de Corsier. L'église peut être visitée et est ouverte en journée. Elle est inscrite comme bien culturel suisse d'importance régionale.